# Dead Silence
Dead Silence ( El títere en Hispanoamérica y Silencio desde el mal en España) es una película estadounidense de terror sobrenatural y suspenso de 2007 dirigida por James Wan y escrita por Leigh Whannell, los creadores de Saw.  La película está protagonizada por Ryan Kwanten, Judith Roberts, Donnie Wahlberg y Amber Valletta.

## Argumento
Jamie Ashen y su esposa, Lisa, reciben un regalo anónimo. Se trata de un muñeco ventrílocuo llamado "Billy". Lisa está jugando con Billy mientras Jamie va a recoger su orden de cena para llevar, una figura se le acerca y la hace gritar.  Más tarde, Jamie regresa a casa y encuentra a Lisa muerta con la lengua cortada. Después de que Jamie es liberado por el detective Jim Lipton debido a la falta de evidencia, ve dentro de la caja de Billy un misterioso mensaje sobre "Mary Shaw", una ventrílocuo fallecida de su ciudad natal, Raven's Fair.
Al regresar a Raven's Fair, Jamie visita a su padre, Edward, que usa una silla de ruedas, y su esposa mucho más joven, Ella, para obtener información sobre Mary Shaw.  Descartándolos como supersticiones, Jamie organiza el funeral de Lisa con la ayuda de un funerario local llamado Henry Walker. La esposa senil de Henry, Marion, le advierte a Jamie que el espíritu de Mary Shaw es peligroso y le insta vehementemente a enterrar a Billy. Jamie lo hace, pero poco después se enfrenta al detective Lipton en su habitación de motel ya que este último aún duda de Jamie; después de regresar del cementerio donde están enterrados Mary Shaw y el resto de sus muñecos.
Henry le dice a Jamie que Mary Shaw era una famosa y popular ventrílocua que fue humillada públicamente cuando un joven llamado Michael dijo groseramente que podía ver sus labios moverse durante una de sus actuaciones. Algunas semanas después, Michael desapareció y su familia culpó a Mary Shaw y la linchó. El último deseo de Mary era convertir su cuerpo en un muñeco y ser enterrada con sus 101 muñecos. Henry, entonces el joven hijo de la funeraria local, vio a Shaw (después de ser convertida en un títere) levantarse, pero se salvó gracias a que tapó su boca para evitar gritar porque Mary mata solo a los que gritan. Jamie descubre que Michael, quien fue asesinado por Mary Shaw, era su tío abuelo. Como parte del linchamiento de Mary, la familia Ashen la obligó a gritar y la silenció permanentemente cortándole la lengua. Como tal, desde entonces ha estado buscando venganza contra toda su línea de sangre al matarlos usando el mismo método.
Mientras se arrastra debajo de su casa después de descubrir a Marion con Billy, Mary mata a Henry asustándolo para hacerlo gritar, le roba la lengua y con eso su voz. El detective Lipton luego descubre que todas las muñecas de Mary Shaw han sido desenterradas e informa a Jamie, quien recibe una llamada de "Henry", pidiéndole que vaya al teatro de Shaw ya que tiene una manera de demostrar la inocencia de Jamie. Allí, tanto Jamie como Lipton descubren 100 de las muñecas alineadas en su enorme vitrina, junto con el cuerpo de Michael Ashen que lo habían convertido en una marioneta. A través de una muñeca de payaso, Mary le revela a Jamie que ella mató a Lisa porque, sin que ella lo supiera, estaba embarazada, matando así al último descendiente de la familia Ashen. Jamie y Lipton luego queman el teatro y todas las muñecas de Shaw aunque en el proceso, Lipton cae y grita causando que Mary lo mate. Jamie apenas y logra escapar con vida mientras se observa el teatro en llamas.
De vuelta en la residencia de su padre, Jamie se enfrenta a Mary, pero él la repele arrojando a Billy (el último muñeco) a la chimenea. Luego se entera, para su horror, que su padre ya había muerto hace mucho tiempo; el "Edward" actual es en realidad un muñeco convertido de su cadáver y controlado por Ella quien resulta ser la "muñeca perfecta" que Mary Shaw creó justo antes de su muerte. Jamie, al darse cuenta de que todo el tiempo fue engañado y manipulado como una "marioneta", grita de impotencia cuando Ella, poseída por Mary, se lanza hacia él y lo mata.
La película termina con Jamie recitando una canción de cuna sobre Shaw mientras se muestra un álbum de fotos con títeres humanos: Henry, Lisa, el detective Lipton, Ella, Edward y el propio Jamie. Mary cierra el libro, completando finalmente su venganza y poniendo fin al linaje Ashen.

## Lanzamiento
Dead Silence  se lanzó en los Estados Unidos el 16 de marzo de 2007, con una película " R "calificación.

### Taquilla
En los Estados Unidos, al 16 de abril de 2007, el total bruto nacional de la película ha valido US$16,5 millones (según Box Office Mojo), y las proyecciones de "Dead Silence" cesaron en la mayoría de los cines dieciséis días después de su lanzamiento;  el estimado presupuesto de producción de la película fue de US $ 20 millones. Al 1 de abril de 2009, se han generado US $5 408 331 a nivel mundial.  En todo el mundo, la película recaudó $22 217 407. Se abandonaron los planes provisionales para una secuela.[cita requerida]

### Recepción crítica
En Rotten Tomatoes, la película tiene una calificación del 20%, basada en 79 reseñas, con una calificación promedio de 3,8/10.  El consenso crítico del sitio dice: "Más buen gusto que las películas recientes de slasher, pero  Dead Silence  se deshace con personajes aburridos, un diálogo insípido y un innecesario y obvio final de giro". En Metacritic, la película tiene una puntuación de 34 de 100, basada en 15 comentarios, lo que indica "comentarios generalmente desfavorables".

### Formato casero
La película fue lanzada en DVD el 26 de junio de 2007 con una versión "sin clasificación" también lanzada, y lo mismo ocurrió con el producto HD DVD.  Desde entonces, la película recaudó US$17 304 718 en ventas totales de DVD.
"Dead Silence" se lanzó en Blu-ray Disc en el Reino Unido el 25 de octubre de 2010. En mayo de 2015, se anunció que Universal Studios lanzaría la película para Blu-ray Disc en los Estados Unidos. Se estrenó el 11 de agosto de 2015.

## Reparto
- Ryan Kwanten:  Jamie Ashen
- Donnie Wahlberg:  Detective Lipton
- Judith Roberts:  Mary Shaw
- Laura Regan:  Lisa Ashen
- Michael Fairman:  Henry Walker
- Joan Heney: Marion Walker
- Bob Gunton:  Edward Ashen
- Amber Valletta:  Ella Ashen
- Dmitry Chepovetsky:  Richard Walker
- Keir Gilchrist:  Henry (joven)
- Steven Taylor: Michael Ashen
- David Talbot:  Sacerdote
- Steve Adams: Detective
- Shelleterson: Mamá de Lisa

## Escenas eliminadas
Muchas escenas alternativas se lanzaron en el DVD y HD DVD sin clasificar y se enumeran a continuación:
- Conversación del detective Lipton con su colega: El detective Lipton tiene una conversación con su colega antes de interrogar a Jamie sobre la muerte de Lisa.

- La actuación de Mary Shaw en el teatro: En otra escena alternativa se puede ver a Mary Shaw en el teatro de manera prolongada.

- Jamie visita la mansión de su padre: Cuando Jamie va de visita a la casa de su padre se puede ver como él llega a la entrada de la mansión donde se reencuentra con un empleado de la mansión, que se llama Boz. Jamie se vuelve a encontrar con Boz, esté le cuenta a Jamie como Edward maltrataba a Ella. Después de esto Jamie le aconseja a Boz que en una ocasión mire a Edward a los ojos y que ahí se dará cuenta de la persona que realmente es Edward.

- Jamie caminando por la propiedad de Mary Shaw: Cuando Jamie va caminando por la propiedad de Mary Shaw está escena se ve más prolongada.

- El detective Lipton persigue a Jamie: Nuevamente se muestra al detective Lipton en otra escena alternativa donde se lo puede apreciar remando en bote hacia el teatro en ruinas para perseguir a Jamie.

- Mary Shaw forma en la que se la representa en la versión sin calificación: Varias veces a lo largo de la versión sin calificación Mary Shaw aparece representada con una lengua larga y viscosa, hecha de las numerosas lenguas de sus víctimas.  En las escenas, ella usa su lengua para asustar a sus víctimas, haciendo que se deslice de su boca (y lame la mejilla de Jamie en una escena).  Junto con las lenguas de sus víctimas, Mary también adquiere sus voces.

- Jamie intentando salir del teatro:  En la versión original de la película donde se ve a Jamie tratando de salir del teatro, dicha escena aparece de manera prolongada en la versión sin calificación de la película.

- Ella noquea a Jamie: En una escena alternativa se puede ver a Ella como noquea a Jamie después de descubrir que su padre siempre fue un títere.  Luego, ella explica que la Ella original era un ser humano con Edward como un marido abusivo.  Edward la tiró por las escaleras y mató a su hijo por nacer.  Ella desenterró la tumba donde enterraron al títere Billy y fue poseída por Mary Shaw.  Luego, Ella hace una fotografía familiar y luego, vestida como Mary Shaw, le cuenta un cuento a un niño a la luz de las velas, y luego reveló que era Jamie con la lengua arrancada (o lo habría sido si hubieran agregado el efecto visual previsto).  Esta historia es el poema.  Ella también revela que solo el silencio puede salvarte de Mary Shaw.  Luego ella apaga la vela, terminando la película.

- Cameo de el títere Billy, de la franquicia Saw: Se lo puede ver sentado en el suelo mientras Jamie comienza a caminar hacia la muñeca payaso.